# Iklándivölgy
Iklándivölgy (románul: Valea Iclandului) falu Romániában, Maros megyében.

## Története
Kisikland község része. A trianoni békeszerződésig Torda-Aranyos vármegye Marosludasi járásához tartozott.

## Népessége
2002-ben 19 lakosa volt, ebből 19 román nemzetiségű.

## Vallások
A falu lakói közül 19-en ortodox hitűek.